# مدرسة الحكامة والاقتصاد بالرباط
مدرسة الحكامة والاقتصاد بالرباط (بالفرنسية: L'École de Gouvernance et d'Economie de Rabat) وتُكتب اختصاراً EGE هي مدرسة للتعليم العالي تم دمجها مع كلية الحكامة والعلوم الاقتصادية والاجتماعية بجامعة محمد السادس متعددة التخصصات سنة 2014. تم تأسيسها سنة 2008، وتُعتبر أول مدرسة للعلوم السياسية بالمغرب. تقع في حرم «مدينة العرفان» في الرباط. ويعتمد التكوين على تعليم متعدد التخصصات في مجال العلوم السياسية والاقتصاد والعلوم الاجتماعية والقانون والتاريخ. وتُدرَّس الدورات بعدة لغات: الفرنسية (اللغة الرئيسية) والإنجليزية والعربية. مدرسة الحكامة والاقتصاد هي مؤسسة انتقائية تستند إلى نظام الانتقاء على أساس الجدارة والاستحقاق. حرصاً على ضمان مبدأ تكافؤ الفرص لطلابها، بالنظر إلى أصلهم الجغرافي ووضعهم المادي، فإنها تقدم منحاً دراسية للتميز على أساس اجتماعي. 
في بداية العام الدراسي 2015-2016، بلغ عدد طلاب المدرسة 260 طالباً، من بينهم 50 طالباً دولياً. في بداية العام الدراسي 2014-15، تم دمج مع كلية الحكامة والعلوم الاقتصادية والاجتماعية في جامعة محمد السادس متعددة التخصصات.

## وصلات خارجية
- Site officiel[وصلة مكسورة]
- Chaîne Youtube
- Site de la Bibliothèque[وصلة مكسورة]
- Article paru dans l’Economiste : EGE Rabat le Premier Cycle accrédité
- Article paru dans l’Économiste: La recette de l'EGE pour former les élites
- Article de Jeune Afrique: A nouveau Maroc, nouvelle grande école
- Article de Au Fait Maroc: Les concours délocalisés de l'EGE
- Article de l'Economiste: Paris veut remettre la coopération sur les rails
- Article de Libération: Les mirages de la démocratie occidentale dévoilés à Rabat
- Article du Matin du Sahara: Lancement de la Chaire "études africaines comparées"